# Эмират Унайза
Эмират Унайза или эмират Анайза (араб.إمارة عنيزة) — арабское государство, существовавшее с 1768 до 1904 на территории центральной Аравии.

## Политическая структура
Политическая структура Эмирата Унайза была сосредоточена в руках эмира, который управлял государством и руководил военными делами. Местные племена сохраняли автономию и могли влиять на политику, а их вожди выступали советниками эмира. Управление основывалось на исламских законах и племенных традициях, что поддерживало стабильность в регионе.

## История
Эмират был основан в 1768 году в регионе Эль-Касим, на территории современной Саудовской аравии. Унайза была важным торговым и культурным центром, стратегически расположенным в центре Аравийского полуострова.
В 1819—1822 годах эмират был оккупирован египетскими войсками в ходе кампании против Ваххабитского движения в Дирийском эмирате, инициированной Ибрагимом-пашой.
После завершения египетской оккупации в 1822 году, к власти в Унайзе пришла династия Аль Сулайм, которая сохранила влияние на регион на протяжении последующих десятилетий.
Эмират вновь оказался под контролем Египта в 1839—1840 годах, что стало новым кратковременным периодом внешнего управления.
В 1849 году Унайза перешла под управление Дирийского эмирата, который контролировал значительные территории центральной Аравии.
В марте 1904 года эмират был окончательно присоединен к Неджду под руководством Абдул-Азиза ибн Сауда, что привело к интеграции Унайзы в состав будущего Саудовской Аравии.

## Правители
Эмиры
- 1817—1836 гг. эмир Яхья ибн Сулайм
- 1854— гг. эмир Абдаллах ибн Яхья Аль Замиль по прозвищу Суляйм[1]
- 1864—1887 гг. эмир Замиль Аль Сулайм
- 1904—1914 гг. эмир Абд аль-Азиз Аль Сулайм (признал сюзеренитет Саудитов над Унайзой)[2]

## Месторасположение
Эмират Унайза располагался в центральной части Аравийского полуострова, в оазисе региона Эль-Касим, на территории современного Саудовского Королевства.